# Пауна Кантакузин
Пауна Кантакузино (рођена Гречану) је била супруга војводе Стефана Кантакузина, господара Влашке области. Заједно су имали двоје деце, Радуа Кантакузина и Константина Кантакузина. Била је ћерка Андроника Гречана. Била члан породице Преда Бузескуа по мајчиној страни и Гречана са очеве стране, деде војводе Константина Бранковеануа, из породице хроничара Радуа Гречануа.
После дуге владавине Константина Бранковеануа, владавина војводе Стефана је била кратка, а окончале су је Османлије 1716. године. Након Стефановог убиства у Цариграду, војвоткиња Пауна је дуго путовала Европом, да би се коначно настанила на имању Рецеа у Трансилванији, где је умрла сама.